# Læk Å
Læk Å (dansk) eller Lecker Au (tysk) er et vandløb ved byen Læk i det nordvestlige Sydslesvig syd for den dansk-tyske grænse. Åen har en samlet længde på omkring 20 km. Den udspringer på gesten i Kær Herred syd for Medelby og har tilløb af Horsbæk (Horsbek, nord for Spragebøl) og Bredbæk (Brebek, ved Agtrup). Den nedre del af vandløbet er kanaliseret. I Vejgaard Kog forener vandløbet sig med Soholm Å for at danne Bongsil Kanal. Kanalen udmunder ved Slutsil i Vesterhavet. Kanalens vand tømmes her ved lavvande (ebbe) gennem en digesluse (sil) ud i vadehavet. Det skal bemærkes, at kystlinjen tidligere gik længere inde i landet vest for byen Læk.
Navnet må forudsætte et urnordisk *Lakkiōn (og ikke et urnodisk *Lakkia som tidligere hævdet). En sådan ja-stemme foreligger i flere vesteuropæiske flodnavne. Betydningen er den sivende, langsomt løbende. Vandløbet kaldes også for Læk Strøm og Møllebæk. Engarealet nord for åen og vest for Læk by kaldes for Læk Enge.